# Charles Courant
Charles Courant (n. 14 aprilie 1896 – d. 26 iunie 1982, Montreux, cantonul Vaud, Elveția) a fost un luptător ce a reprezentat Elveția, medaliat olimpic. A participat la 2 ediții ale Jocurilor Olimpice (1920, 1924) în care a câștigat o medalie de argint și o medalie de bronz.